# Platypepla spurcata
Platypepla spurcata là một loài bướm đêm trong họ Geometridae.